# Barbii Bucxxx
Barbii Bucxxx, född Hannah Crofts den 10 mars 1984, är en brittisk före detta porrskådespelerska. Hon har främst agerat i amerikanska produktioner, bland annat hos Max Hardcore.

## Biografi

### Bakgrund
Crofts flyttade vid tolv års ålder med sina föräldrar från södra England till Skottland, där hon tillbringade sina tonår i den mindre orten Callander i Perthshire. En tid sålde hon bröd till turister.
Ett tag försökte Crofts sig på en karriär inom teater, men hon hade svårt att hantera den nödvändiga hårdheten som hon ansåg behövdes. Detta var efter att hennes föräldrar flyttat tillbaka till Dorset i sydvästra England, medan Crofts valt att stanna kvar i Skottland. I ungdomen studerade hon på Falkirk College, studier som försvårades av att hon trakasserades för sin Barbiefixering. Hon säger sig under livet generellt ha haft svårt att skaffa sig kvinnliga vänner.
Bucxxx lider av både dyslexi och ADHD, vilket hon säger påverkat hennes förmåga att arbeta inom många yrken. Crofts studerade därefter till och arbetade sedan som mekaniker på en bilverkstad i Callander. Där uppmärksammades hon också för sitt utseende och kom som en följd av detta att delta i flera modelltävlingar.

### Pornografisk karriär
Genom tips från en kvinnlig bekant intresserade Croft sig därefter för deltagande i pornografiska produktioner. Efter medverkan i en brittisk produktion bestämde hon sig för att försöka sin lycka i den amerikanska del av branschen. Hon flyttade 2004 sin yrkesverksamhet till USA och inledde en karriär inom pornografisk film under artistnamnet Barbii Bucxxx. Hennes verksamhet var baserad i och runt Los Angeles, där hon framöver kom att delta i ett 30-tal produktioner. Vid ett tillfälle syntes hon i en listning av USA:s 100 sexigaste kvinnor, baserat på en omröstning bland filmkonsumenter. Verksamheten byggde på sex veckors filmande i USA och därefter några veckors hemmaliv i Skottland.
Mest känd är Barbii Bucxxx för sina många scener av och med Max Hardcore, scener som karaktäriserats av fantasier kring manlig dominans, erotisk förnedring och olika sexuella fetischer. Hon har också medverkat i filmserien Piss Mops och produktioner för Pure Filth, Northern Associates, Climax 9 och Adam & Eve.
Sommaren 2005 blev Crofts närmare bekant med en man som studerade på samma college som hon i Falkirk. Ett år senare inledde de en fast relation. Detta var efter att Crofts provisoriskt lagt sin aktiva skådespelarkarriär i USA på is. De bodde därefter i Lanarkshire i Glasgow-området, och 2008 fick paret en son.

### Senare år
Sommaren 2009 medverkade Crofts i BBC:s dokumentärserie Hardcore Profits. 2011 var hon en av de porrskådespelerskor som lät sig porträtteras av den svenska konstnären Karl Backman inför hans utställning på Das Museum of Porn in Art i Zürich.
2009 nämnde Crofts att hon planerade återuppta sin karriär inom pornografisk film när sonen blivit lite äldre. 2010 och 2011 medverkade hon i sammanlagt tre produktioner för Purepass.com.